# Ina Claire

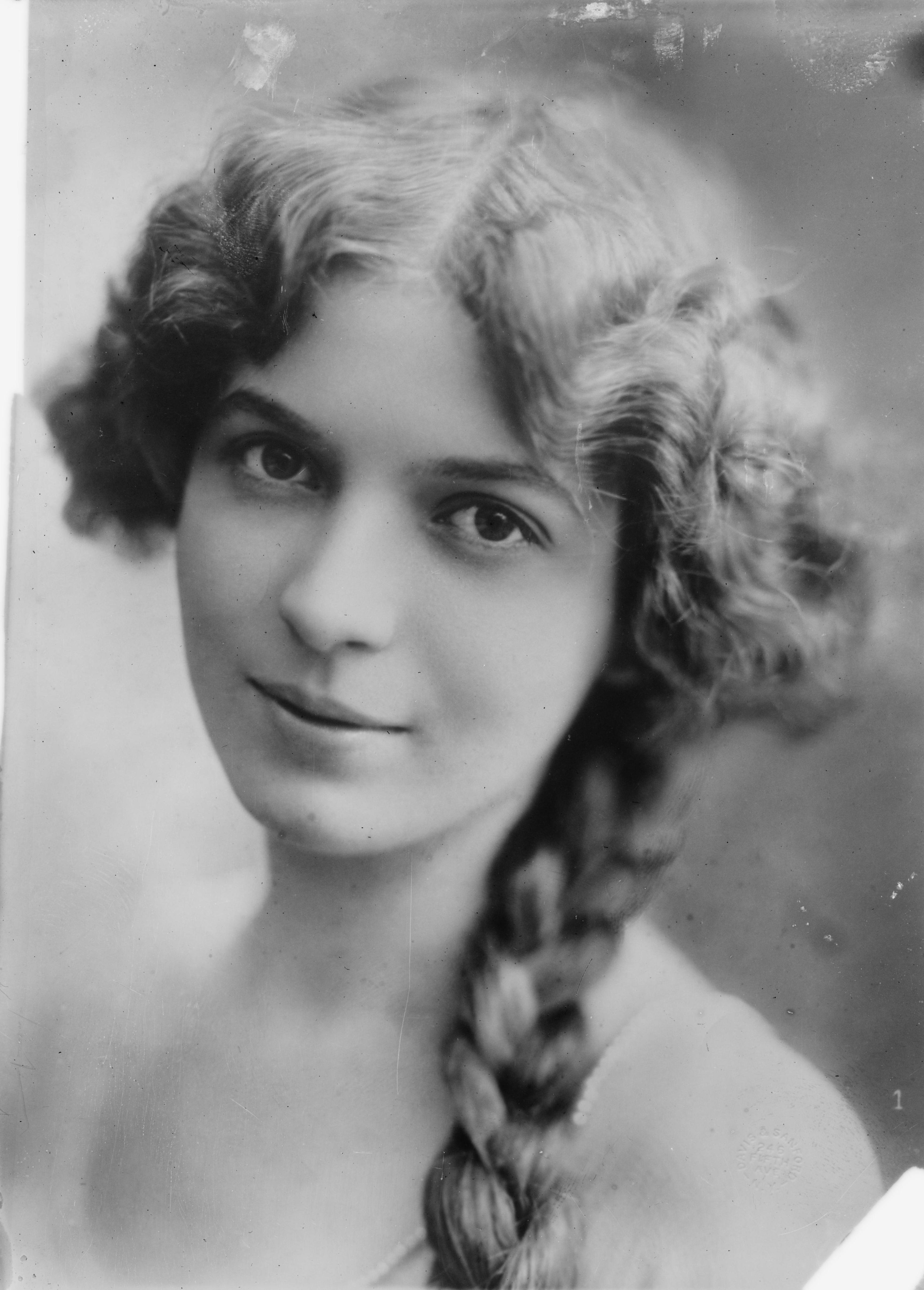
Ina Claire

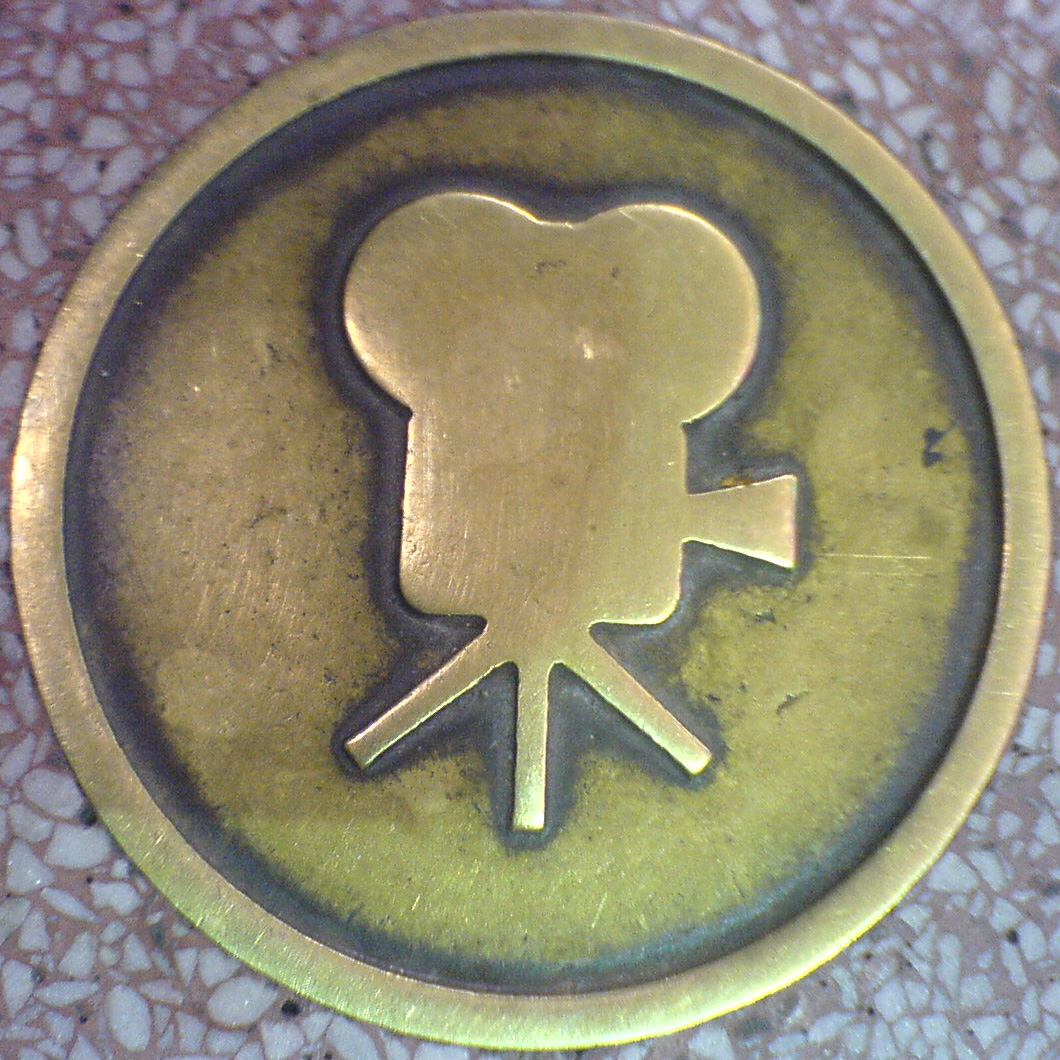
Symbol für Leistungen beim Film - Star on the Walk of Fame, 6150 Hollywood Blvd.

Ina Claire, eigentlich Ina Fagan (* 15. Oktober 1893 in Washington, D.C.; † 21. Februar 1985 in San Francisco, Kalifornien) war eine US-amerikanische Film- und Bühnenschauspielerin in den 1910er, 1920er, 1930er und 1940er Jahren.

## Biographie
Ina Claires Karriere begann an kleineren Varietétheatern und führte sie bald auf die Broadway-Bühnen. Sie spielte dort in verschiedenen Komödien mit und erwarb sich einen Ruf als eine der führenden Theaterschauspielerinnen ihrer Zeit. Ina Claire wurde in die Theatre Hall of Fame in New York gewählt. Ihre wohl bekannteste Filmrolle hatte die Schauspielerin 1939 als russische Großherzogin Swana in der Liebeskomödie Ninotschka unter Regie von Ernst Lubitsch. Da sie sich allerdings in erster Linie als Theaterschauspielerin sah, drehte sie im Laufe ihrer Karriere nur wenige Filme. Dennoch besitzt sie einen Stern auf dem Hollywood Walk of Fame. 
Die 1,63 m große Schauspielerin starb im Alter von 91 Jahren in San Francisco und wurde auf dem Friedhof Mount Olivet in Salt Lake City bestattet. Ina Claire war drei Mal verheiratet: Von 1919 bis 1925 mit dem Autor James Whittaker; von 1929 bis 1931 mit dem Stummfilm-Star John Gilbert; sowie von 1939 bis zu seinem Tod im Jahre 1976 mit William R. Wallace.

## Filmografie
- 1915: The Wild Goose Chase (Kurzfilm)
- 1915: The Puppet Crown
- 1917: National Red Cross Pageant
- 1920: Polly with a Past
- 1929: The Awful Truth
- 1930: The Royal Family of Broadway
- 1931: Rebound
- 1932: The Greeks Had a Word for Them
- 1939: Ninotschka (Ninotchka)
- 1940: I Take This Woman(Szenen geschnitten)
- 1943: Claudia
- 1943: Stage Door Canteen